# Kusonóżka Emilii
Kusonóżka Emilii (Brachypelma emilia) – gatunek średniej wielkości ptasznika zamieszkującego Meksyk i Panamę.

## Występowanie
Zamieszkuje Meksyk i Panamę.

## Wygląd i rozmiary
Jest to jeden z najmniejszych gatunków z rodzaju Brachypelma. 
- długość ciała: 6–7 cm[3]
- rozpiętość odnóży: 13–15 cm[3]

### Dorosły
Karapaks jest różowopomarańczowy z czarnym trójkątem, skierowanym w stronę opistosomy. Opistosoma (potocznie odwłok) czarna, owłosiona czerwonymi włoskami. Odnóża ciemnoszare, jedynie golenie bladoróżowe.

### Młody
Młody osobnik jest różowy z ciemną plamką na odwłoku, a kolory dorosłe zaczynają się pojawiać przy około 4-5 wylince.

## Zachowanie i jad
Jest to bardzo łagodny pająk, bardzo rzadko przejawiający agresję. Pająk ten zaniepokojony wyczesuje włoski parzące. Mimo spokojnego usposobienia, należy unikać brania go na ręce. Jad tego gatunku jest słaby.

## Długość życia
Samice żyją około 20 lat, samce umierają po 1-2 latach od ostatniej wylinki. Samce rosną nieco szybciej od samic.

## Hodowla

### Terrarium
Dorosły wymaga terrarium o wymiarach 30/20/20 cm (dł./szer./wys.). Podłożem może być torf lub substrat kokosowy o warstwie około 10 cm. Warto umieścić w nim miseczkę z wodą, konar, kamienie lub połówkę orzecha kokosowego. Można dla ozdoby używać sztucznych roślin (żywe mogą zostać wykopane przez pająka).

#### Warunki
Optymalna temperatura to 25-27 stopni Celsjusza, a wilgotność powinna być utrzymywana na umiarkowanym poziomie (50-60%).

### Żywienie
Gatunek ten nie sprawia problemów w karmieniu. Młodym można podać larwy mącznika (ważne, by się nie zakopały), natomiast starsze osobniki i dorosłe mogą być karmione świerszczami, karaczanami i szarańczami.